# Pandèmia de COVID-19 a Antigua i Barbuda
L'arribada de la pandèmia per coronavirus de 2019-2020 a Antigua i Barbuda es va detectar el 13 de març de 2020.
En data del 10 de maig, les dues illes comptaven 24 casos de persones infectades, 3 morts i 11 recuperats.

## Cronologia
El 13 de març de 2020, el primer ministre, Gaston Browne, va anunciar el primer cas de persona infectada amb Covid-19 a Antigua i Barbuda. Es va precisar que havia començat a sentir símptomes de la malaltia dos dies abans i havia anat a un hospital privat on li feren una prova que va revelar la seva positivitat.
Browne també va informar del fet que l'instal·lació prevista per a la quarantena d'Antigua entraria a partir de la setmana següent i que el material per a fer proves arribaria aviat. Alhora va demanar als ciutadans de seguir mesures de precaució com rentar-se les mans, evitar els contactes propers i defugir els grups nombrosos. Comentà a més que un altre cas sospitós d'infecció havia resultat negatiu.
El dia 23 s'enregistraren dos casos addicionals, un home de 76 anys que havia viatjat al Regne Unit i un altre home de 54 anys que tornava dels Estats Units.
El 25 de març amb quatre nous persones infectades el total de casos confirmats pujà a set. El govern anuncià aleshores l'extensió del tancament de les escoles fins al 20 d'abril.
A partir del 26 de març no s'acceptà l'entrada al país de tots els vols internacionals per una durada de 15 dies.

## Dades estadístiques
Evolució del nombre de persones infectades amb COVID-19 a Antigua i Barbuda
Evolució del nombre de morts del COVID-19 a Antigua i Barbuda